# 仉姓
仉姓或作掌姓，是一個中文姓氏。见《姓苑》，即掌氏。中國戰國時期孟子母仉氏，或即鲁黨氏之族。
据《姓氏考略》记载，鲁有大夫姓党（音掌 ），支孙有以音为姓，故姓掌，后又改为仉。《通志·氏族略》有一说，“仉”与“督”原是“仉督”复姓，但今已无此复姓。

## 字源
“仉”字原写作“𤓯”。《说文解字·爪部》：“𤓯，……从反爪。”在小篆中，它是“爪”字的水平翻转。隶变后分解为“亻”“几”两部分，丧失了造字理据。

## 名人
- 孟母仉氏
- 仉桂美，台灣學者。

## 外部連結
[在维基数据编辑]
 《百家姓》
 《欽定古今圖書集成·明倫彙編·氏族典·仉姓部》，出自陈梦雷《古今圖書集成》